# Tisjön, Västmanland
Tisjön är en sjö i Köpings kommun i Västmanland och ingår i Norrströms huvudavrinningsområde. Sjön är 2,4 meter djup, har en yta på 0,31 kvadratkilometer och befinner sig 73,9 meter över havet. Vid provfiske har abborre, gädda och mört fångats i sjön.

## Delavrinningsområde
Tisjön ingår i det delavrinningsområde (661179-149766) som SMHI kallar för Ovan Gisslarboån. Medelhöjden är 80 meter över havet och ytan är 22,92 kvadratkilometer. Räknas de 43 avrinningsområdena uppströms in blir den ackumulerade arean 647,84 kvadratkilometer. Hedströmmen som avvattnar avrinningsområdet har biflödesordning 3, vilket innebär att vattnet flödar genom totalt 3 vattendrag innan det når havet efter 167 kilometer. Avrinningsområdet består mestadels av skog (70 procent) och jordbruk (10 procent). Avrinningsområdet har 0,76 kvadratkilometer vattenytor vilket ger det en sjöprocent på 3,2 procent.